# Дойков, Александр Степанович
Александр Степанович Дойков (1909—1990) — советский военнослужащий, участник Великой Отечественной войны, полный кавалер ордена Славы, помощник командира взвода управления 111-го гвардейского гаубичного артиллерийского полка РВГК (6-я гвардейская стрелковая дивизия, 13-я армия, 1-й Украинский фронт), гвардии старший сержант.

## Биография
Родился в деревне Низ Фатьяновской волости, Каргопольского уезда, Олонецкой губернии (ныне — Няндомский район Архангельской области), в семье рабочего, русский. Окончил 5 классов школы. Работал мастером лесосплава Шалакушского леспромхоза в Няндомском районе. В 1932—1935 годах служил в РККА.
С августа 1941 года на фронтах Великой Отечественной войны. Член ВКП(б) с 1943 года.
В июле 1944 года у села Холонов (Волынской области Украинской ССР) обнаружил две артиллерийские и миномётную батареи противника, впоследствии уничтоженные. У населённого пункта Дружкополь Гороховского района Волынской области по радио корректировал огонь батареи, в результате чего было уничтожено более 20 солдат и офицеров противника. 10 августа 1944 года был награждён орденом Славы III степени.
12 января 1945 года у населённого пункта Шидлув (сейчас — город в Свентокшиском воеводстве Польши) из личного оружия уничтожил несколько солдат противника и подбил гранатой БТР. Батарея, огонь которой он корректировал, подавила в этот день две батареи и крупнокалиберный пулемёт противника. 19 марта 1945 года был награждён орденом Славы II степени.
16 апреля 1945 года корректировал огонь дивизиона. В итоге были уничтожены миномётная батарея, три пулемётных точки и наблюдательный пункт противника. 17 апреля 1945 года у станции Гросс-Кельциг (ныне входит в состав коммуны Найсе-Мальксеталь, Бранденбург, Германия) обнаружил два самоходных орудия противника, которые были уничтожены. 18 апреля 1945 года при форсировании реки Шпрее управлял артиллерийским огнём дивизиона, была подавлена миномётная батарея и уничтожен ДЗОТ противника. 20 мая 1945 был вторично награждён орденом Славы II степени (перенаграждён 30 декабря 1976 года орденом Славы I степени).
Демобилизован в октябре 1945 года.
Работал начальником лесопункта, вальщиком леса Коношского леспромхоза в Архангельской области.
Жил в поселке Мелентьевский.